# Thelonious Monk Trio
Thelonious Monk Trio è un album in studio del pianista e compositore statunitense Thelonious Monk, pubblicato nel 1954.

## Tracce
Tutte le tracce sono state composte da Thelonious Monk, eccetto dove indicato.

Side 1
1. Little Rootie Tootie - 3:06
2. Sweet and Lovely (Gus Arnheim, Jules LeMare, Harry Tobias) - 3:33
3. Bye-Ya - 2:46
4. Monk's Dream - 3:07
5. Trinkle, Tinkle - 2:49
6. These Foolish Things (Harry Link, Holt Marvell, Jack Strachey) - 2:46

Side 2
1. Blue Monk - 7:39
2. Just a Gigolo (Julius Brammer, Irving Caesar, Leonello Casucci) - 3:00
3. Bemsha Swing (Thelonious Monk, Denzil Best) - 3:10
4. Reflections - 2:48

## Formazione
- Thelonious Monk - piano
- Gary Mapp - basso (tracce 1-6, 9-10)
- Art Blakey - batteria (1-4, 7)
- Max Roach - batteria (5-6, 9, 10)
- Percy Heath - basso (7)